# Lavinia Turner
Lavinia Turner, amerikai énekesnő. Turner eredetileg vaudeville-énekesnő volt, de 1921-ben és 1922-ben 10 olyan dalt vett fel, melyekkel ő lett az egyik első női bluesénekes, akit lemezre vettek. A lemezstúdiókon kívüli életéről alig valamit tudni.

## Pályafutása
Turner Virginiában született, virginiai szülők gyermekeként, 1888 körül. 1920-ra New Yorkban élt, előadóművészként kereste a kenyerét.
Első felvételei, szinte biztosan 1921. márciusában születtek, a „How Many Times?” és a „Can't Get Lovin' Blues” voltak; zongorakísérettel, valószínűleg Willie Gant közreműködésével. Úgy tartják, hogy Clarence Williams zongorázott két másik felvételén is. Gus Aiken trombitás is közreműködött Turnerrel 1921-ben készült felvételein. Turner így az elsők között volt, akik bluest énekeltek olyyan lemezfelvételeken, amelyeket New Yorkban készítettek.
Ekkor már 1921-ben más bluesénekesek, például Lillyn Brown, Lucille Hegamin és Daisy Martin is készítettek lemezeket. Turner hat dalát, köztük a „When the Rain Turns into Snow (Who's Gonna Keep You Warm)” és a „Who'll Drive Your Blues Away” címűeket James P. Johnson zongorakíséretével adta elő. Eredetileg a Pathé Actuelle és a Perfect Records gondozásában jelentek meg. Legalább két számát az Okeh Records adta ki. Turner két dalát, a „Watch Me Go”-t és a „He Took It Away from Me”-t Roy Turk és J. Russel Robinson írta.
Turner rövid karrierje 1922. októberében ért véget. 1930-ban özvegyként élt New Yorkban, és valószínűleg ő volt az a személy, aki 1937-ben társadalombiztosítási kérelmet nyújtott be.

## Albumok
- Virginia Liston Lavinia Turnerrel közreműködve adott ki hangfelvételekeket (1921–1922); dokumentumfeljegyzések: 2000.
- Lavinia Turner munkái számos válogatásalbumon szerepeltek, többek között a Female Blues 1921–1928 (Document Records, 1997) című albumon, amelyen többek között a „When the Rain Turns into Snow (Who's Gonna Keep You Warm)” és a „Who'll Drive Your Blues Away” című dalok is rajta vannak. 1994-ben a Document Records kiadott egy antológiát, amely tartalmazza az összes ismert felvételét, valamint Virginia Liston későbbi felvételeit is.[1]

## Fordítás
- Ez a szócikk részben vagy egészben  a   Lavinia Turner című angol Wikipédia-szócikk ezen változatának fordításán alapul.  Az eredeti cikk szerkesztőit annak laptörténete sorolja fel. Ez a jelzés csupán a megfogalmazás eredetét és a szerzői jogokat jelzi, nem szolgál a cikkben szereplő információk forrásmegjelöléseként.